# Druckluftanlage

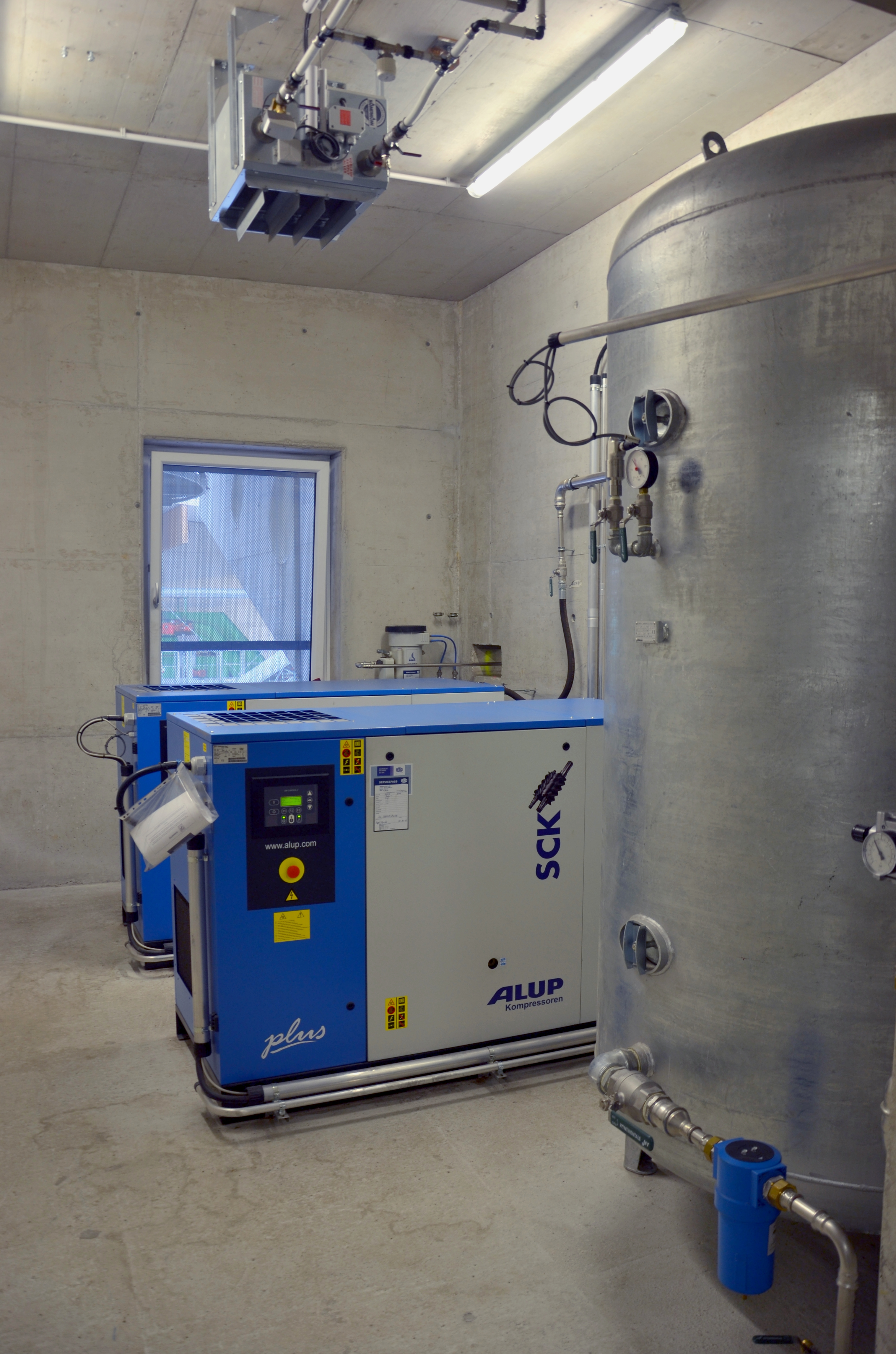
2 Druckluftverdichter als Schraubenkompressoren mit integriertem Kältetrockner und 3000 Liter Druckluftspeicher

Druckluftanlagen stellen in vielen Bereichen innerhalb und außerhalb der Industrie pneumatische Hilfsenergie mittels expansionsfähiger komprimierter Luft zur Verfügung.

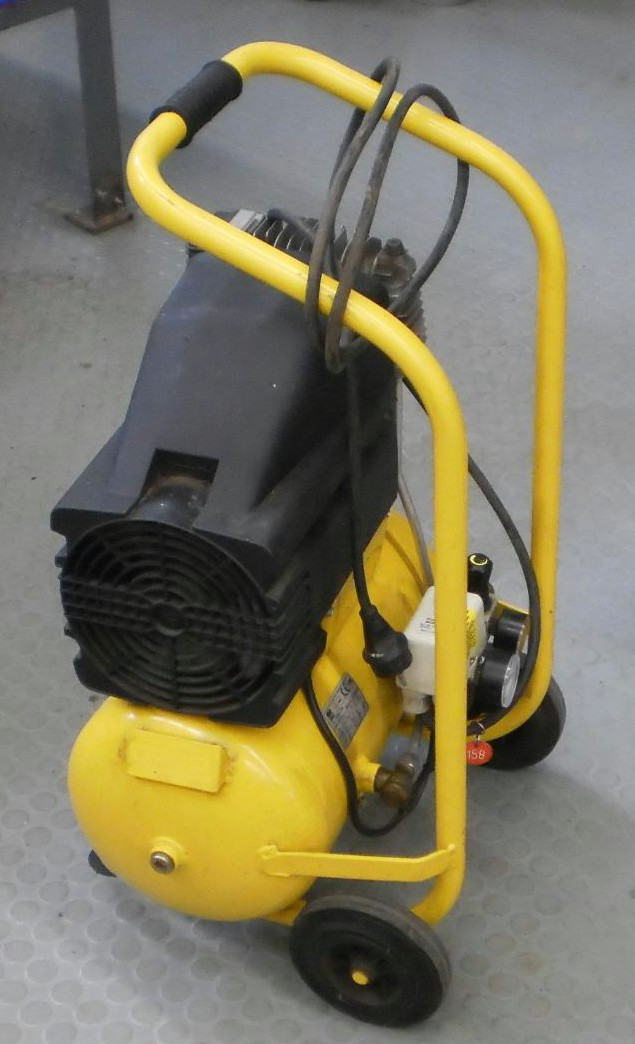
Mobiler, fahrbarer Kompressor mit Druckluftbehälter als Speicher

In der Regel besteht eine Druckluftanlage aus dem Druckerzeuger, dem Druckspeicher und Verteileinrichtungen. Im Einzelnen sind dies folgenden Komponenten:
- Verdichter / Kompressor als Druckerzeuger
- Ölfilter
- Trockner (häufig zwei parallele Einheiten für Betrieb und Regeneration)
- Staubfilter
- Windkessel als Druckluftspeicher, ausgerüstet mit
  - Manometer mit Druckanzeige und Grenzdruckmarkierung (gemäß TRBS erforderlich)
  - Druckbegrenzungsventil
  - Druckschalter
- Wartungseinheit, üblicherweise bestehend aus den vier Komponenten
  - Druckregelventil
  - Luftfilter
  - Entwässerung mit Bodenauslass
  - Ölnebelgerät
- Steuerung mit Ventilen
- Verteilungsnetz

Bei Bedarf kann eine Druckluftanlage auch noch folgende Komponenten enthalten:
- Druckminderer

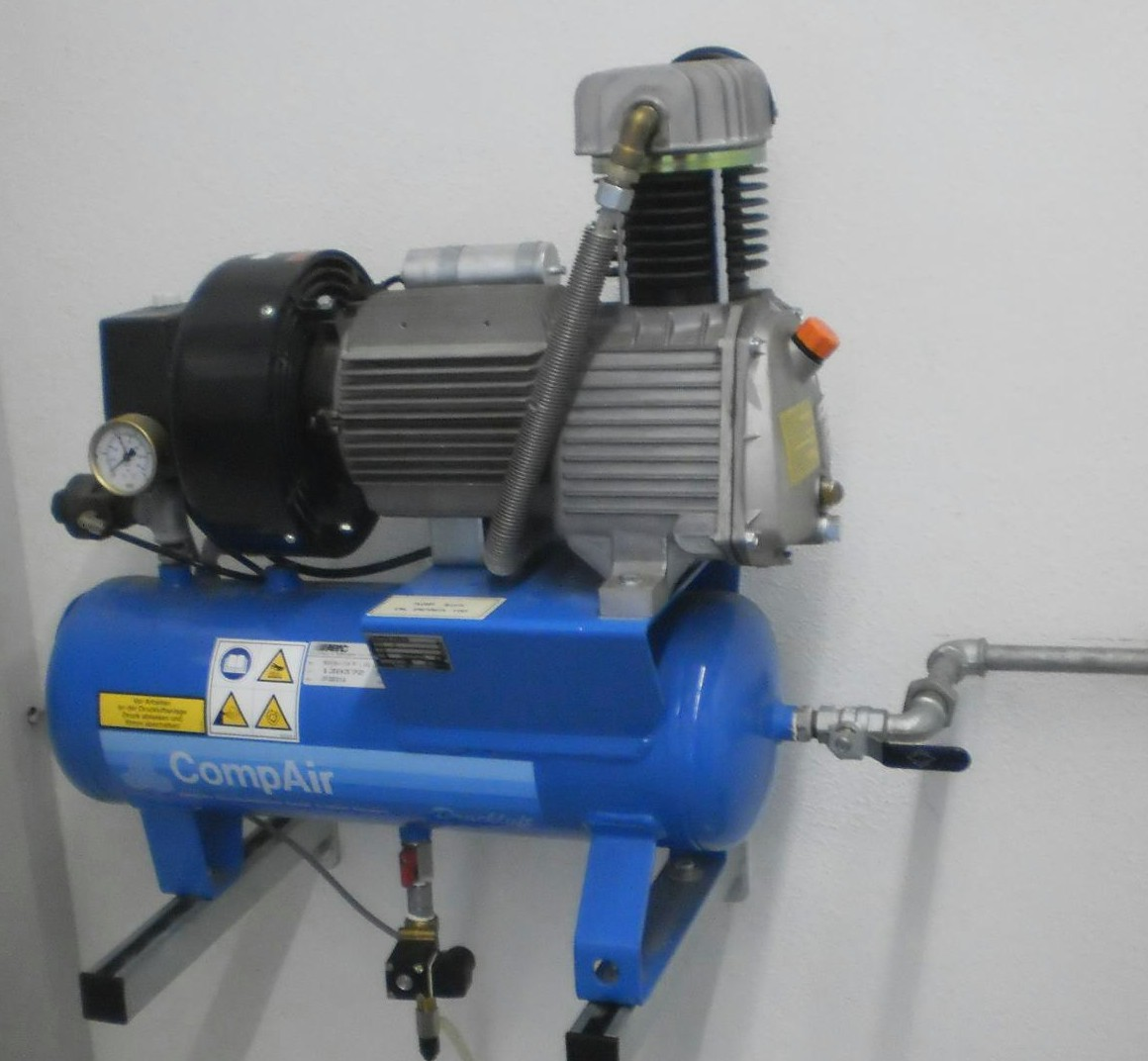
Direkt an die Speiseleitung montierte package unit aus Kompressor, Druckluftbehälter und Armaturen

Bis auf den häufig separat aufgestellten Windkessel sind bei kleineren Anlagen bis ca. 400 Liter Speichervolumen meist Verdichter, Trockner und Steuerung als kompakte Einheit auf einem Montagerahmen zusammengefasst (Package Unit).
Für die Auslegung ist der Luftdruck (in bar) die wichtigste Größe. Typische Auslegungsdrücke liegen bei 7 bar, aber auch Drücke von 4 bis 13 bar sind gängig.
Unterschieden wird zwischen trockener Luft und Luft, der Öl zudosiert wurde.
Das Druckluft-Verteilungsnetz wird in der Praxis häufig als Energielieferant für Druckluftwerkzeuge verwendet; unter anderem sind folgende Werkzeuge gängig:
- Bolzensetzgerät
- Drucklufthammer
- Druckluftnagler
- Druckluftschleifer
- Druckluftschrauber
- Ratsche mit Druckluftantrieb
- Nadelentroster
- Spritzpistole

Gängige Nutzungen sind auch die Reifenfüllstationen an Tankstellen oder druckluftbetriebene Einrichtungen in Kfz-Waschanlagen.